# Онодзука, Аяна
Аяна Онодзука (яп. 小野塚 彩那 Онодзука Аяна, 23 марта 1988, Сиодзава, Минамиуонума, Ниигата) — японская фристайлистка, бронзовый призёр Олимпийских игр 2014 года.

## Биография
Окончила Университет Сэнсю в Токио.
Спортивную карьеру начинала как горнолыжница, но с 2011 года переключилась на фристайл.
На Олимпийских играх в Сочи выступала в ски-хафпайпе и с итоговой оценкой 83,20 заняла третье призовое место.

## Достижения
- Зимние Олимпийские игры: бронза (2014)[1].
- Чемпионат мира по фристайлу: бронза (2013)[4].